# Dinotopterus cunningtoni
Dinotopterus cunningtoni — єдиний вид роду Dinotopterus родини Кларієві ряду сомоподібних риб.

## Опис
Загальна довжина досягає 175 см. Голова витягнута, трохи сплощена зверху. Очі середнього розміру. Є 3 пари вусів, з яких пара вусів, що біля кутів рота, є найдовшою. Тулуб широкий, масивний (від області грудних плавців до хвоста включно). Спинний плавець доволі високий, довгий: починається навпроти кінця грудних плавців до середини анального плавця. Жировий плавець маленький. Між спинним і жировим плавцями є невеличке розділення. Грудні плавці помірно широкі. Черевні плавці вузькі. Анальний плавець доволі довгий. Хвостовий плавець широкий.

## Спосіб життя
Зустрічається на кам'янистих ділянках. Є демерсальною рибою. Цей сом активний у присмерку. Тримається на глибинах 10-130 м. Живиться водними безхребетними та рибою. Дорослі особини полюють виключно на рибу.
Є об'єктом місцевого рибальства.

## Розповсюдження
Є ендеміком озера Танганьїка (в кордонах Танзанії, Демократичної Республіки Конго, Бурунді).